# Bulbophyllum fimbriatum
Bulbophyllum fimbriatum es una especie de orquídea epifita originaria de Asia. 

## Descripción
Es una orquídea de pequeño tamaño que prefiere el clima fresco, con hábitos de epifita  crecientemente litofita. Florece en la primavera en una inflorescencia 7 cm de largo, con muchas flores

## Distribución y hábitat
Se encuentra en el suroeste de la India, a elevaciones de 1300 a 1600 metros.  

## Taxonomía
Bulbophyllum fimbriatum fue descrita por (Lindl.) Rchb.f.    y publicado en Annales Botanices Systematicae 6: 260. 1864.
Etimología
Bulbophyllum: nombre genérico que se refiere a la forma de las hojas que es bulbosa.
fimbriatum: epíteto latino que significa "fimbriado".
Sinonimia
- Cirrhopetalum fimbriatum Lindl. basónimo
- Phyllorchis fimbriata (Lindl.) Kuntze
- Phyllorkis fimbriata (Lindl.) Kuntze[4][5]